# Dicymolomia
Dicymolomia é um gênero de mariposa pertencente à família Crambidae.